# 金子良馬
金子 良馬（かねこ りょうま、1971年2月2日 -）は、クリエイター。岩手県盛岡市出身。

## 経歴
大学在学中、『時空戦記ムー』のゲームデザイナーとしてデビュー。その後レッドカンパニーに入社し『サクラ大戦』（原案・設定）に関わる。1998年からフリーランスに。

## 人物
サクラ大戦シリーズ関連の執筆の際には、”太正時代”の住人として、肩書きに「元・人型蒸気技師」あるいは「元・神崎重工“桜武”開発員」の金子良馬とクレジットされている。OVA『サクラ大戦 桜華絢爛』の第一幕「華の都の花いくさ」では、技師・金子として登場し（CV 真殿光昭）、神崎すみれに翻弄されつつ霊子甲冑の開発に成功する姿が描かれている。

## 主な作品

### 原作
2001年
- 未完兵装ルナシャフト（原作）

2015年 - 2016年
- G.A.P 〜転居先不明郵便課〜（原作）

### 設定
1996年
- サクラ大戦（原案・設定）

1998年
- サクラ大戦2 〜君、死にたもうことなかれ〜（構成・設定）

2001年
- ジーンシャフト（設定協力）

2005年
- サクラ大戦V 〜さらば愛しき人よ〜（設定協力）

2012年
- 片翼のクロノスギア -THE ANIMATION-（設定制作）OVA

2014年
- フューチャーカード バディファイト（原作設定）TVアニメ

2015年
- フューチャーカード バディファイト100（原作設定）TVアニメ

2016年
- フューチャーカード バディファイトDDD（原作設定）TVアニメ

2017年
- フューチャーカード バディファイトX（原作設定）TVアニメ

2018年
- フューチャーカード バディファイトX オールスターファイト（原作設定）TVアニメ
- フューチャーカード 神バディファイト（原作設定）TVアニメ

2020年
- カードファイト!! ヴァンガード外伝 イフ-if-（原作設定）TVアニメ

2021年
- カードファイト!! ヴァンガード overDress（原作スーパーバイザー）TVアニメ
- みにヴぁん ら～じ（原作スーパーバイザー）TVアニメ

2022年
- カードファイト!! ヴァンガード will+Dress（原作スーパーバイザー）TVアニメ

2023年
- カードファイト!! ヴァンガード will+Dress Season2（原作スーパーバイザー）TVアニメ
- カードファイト!! ヴァンガード will+Dress Season3（原作スーパーバイザー）TVアニメ

2024年
- カードファイト!! ヴァンガード Divinez（原作スーパーバイザー）TVアニメ

### 脚本
2000年
- sin THE MOVIE（脚本）OVA

2001年
- サクラ大戦3 〜巴里は燃えているか〜（脚本）

### ラジオ
2005年 - 2009年
- 小椋佳〜このひと このうた このドラマ（構成＆リサーチャー）

### 小説、ショートストーリー、コラム
2001年
- 太正浪漫街道 新章（レッド・エンタテインメント公式サイト,週刊連載小説）

2008年 - 2010年
- 幻想綺譚クラウストルム（設定コラム＆ショートストーリー）ゲーマガ誌

2021年 -
- 「カードファイト!! ヴァンガード」公式読み物サイト（短編小説『ユニットストーリー』、短期集中小説『The Elderly』、ライドライン解説、世界観コラム ─ セルセーラ秘録図書館）

### コンピューターゲーム
1991年
- 時空戦記ムー（ゲームデザイナー）

1992年
- GB原人（ゲームデザイナー）

1995年
- TEMPO（アシスタント・ゲームデザイナー）

2015年
- フューチャーカード バディファイト 友情の爆熱ファイト!（原作設定）

2017年
- フューチャーカード バディファイト 目指せ!バディチャンピオン!（原作設定）

2018年
- フューチャーカード バディファイト 誕生！オレたちの最強バディ！（原作設定）

### 書籍
1996年
- サクラ大戦〜有楽町帝撃通信局 (1996年5月30日、扶桑社) ISBN 978-4-594-02258-7

2001年
- 未完兵装ルナシャフト (1) (2001年3月、角川コミックス・エース) ISBN 978-4-04-713408-9
- 未完兵装ルナシャフト (2) (2001年9月、角川コミックス・エース) ISBN 978-4-04-713459-1

2002年
- サクラ大戦 蒸気工廠（2002年12月31日、ソフトバンククリエイティブ） ISBN 978-4-7973-2243-9

2006年
- サクラ大戦V 〜さらば愛しき人よ〜 蒸気工廠USA（2006年6月1日、ソフトバンククリエイティブ） ISBN 978-4-7973-3541-5

2015年
- G.A.P 〜転居先不明郵便課〜1巻（2015年8月29日、少年画報社 ヤングキングコミックス） ISBN 978-4-7859-5617-2

2016年
- G.A.P 〜転居先不明郵便課〜2巻（2016年2月29日、少年画報社 ヤングキングコミックス） ISBN 978-4-7859-5728-5